# Řád Bílého lva
Řád Bílého lva je nejvyšší státní vyznamenání České republiky. Původně byl udělován osobám, které se zvlášť vynikajícím způsobem zasloužily o Československo, a to od roku 1922. V letech 1922–1990 se tento řád oficiálně nazýval „Československý řád Bílého lva“. V současné podobě, jejímž výtvarným autorem je Michal Vitanovský, je udělován v České republice od roku 1994.
Je rozdělen na občanskou a vojenskou skupinu. Občanská varianta má zkřížené palmové ratolesti a vojenská zkřížené meče. Dále se dělí do pěti tříd. První dvě doplňuje osmicípá stříbrná paprsková hvězdice. Má tvar červené pěticípé hvězdy se stříbrným dvouocasým lvem uprostřed. Na zadní straně vyznamenání je státní znak České republiky a heslo „Pravda vítězí“. S řádovým řetězem se vyznamenání uděluje pouze hlavám států. Českým státním občanům se řád neuděluje, ale propůjčuje. Českému prezidentovi se po zvolení propůjčuje Řád Bílého lva I. třídy (spolu s řádem TGM) automaticky ze zákona, parlament může rozhodnout o propůjčení doživotním.

## Vznik a historie

### Vytvoření řádu
Zákonem z 10. dubna 1920 č. 243/1920 Sb. byla zmocněna vláda, aby vytvořila řád udělovaný cizím státním příslušníkům za zásluhy o československý stát. Tento zákon měnil původní zákon o zrušení šlechtictví a udělování řádů a titulů. Zřízen byl vládou ČSR se souhlasem prezidenta republiky. Podle zákona měl tento řád předávat pouze prezident, který za tímto účelem mohl pověřit také premiéra nebo vrchního velitele vojska. Část odpovědnosti za vytvoření insignií řádu nesla Kancelář prezidenta republiky a část Ministerstvo zahraničních věcí a školství.
3. prosince 1920 bylo usneseno oběma ministerstvy, že se nový řád bude jmenovat „řád Československého lva“, ovšem později byl československý lev změněn na bílého lva. Na návrh řádových odznaků byla vypsána 22. dubna 1921 veřejná soutěž. Soutěž zahrnovala všech pět tříd, způsob dekorace i motiv řádového odznaku. Tato soutěž neuspěla, proto byla vyhlášena druhá, ve které vybrala 12. září 1922 umělecká porota návrh rytce Rudolfa Karneta. Později, v březnu 1922, speciální referát přičleněný ke Kanceláři prezidenta republiky prosadil ještě vznik medailí souvisejících s řádem, ve dvou stupních – zlatou a stříbrnou.
Inspirací pro Řád Bílého lva byl Český šlechtický kříž z roku 1814.

### Řád mezi lety 1921–1961
Konečně 7. prosince 1922 byl ustanoven vlastní řád nařízením vlády č. 362/1922 Sb., když byly schváleny řádové stanovy, které vypracovala Kancelář prezidenta republiky. Řád byl rozšířen vládním nařízením 13. listopadu 1924 č. 261 Sb., které přidalo k ostatním řádovým dekoracím ještě řádový řetěz. Ten měl být udělován rovnou s ostatními dekoracemi řádu I. třídy nebo později zvlášť. Tento řetěz měl být udělován hlavám států, ale i běžným občanům, pokud jejich zásluhy byly mimořádně pozoruhodné. Zákon zároveň neumožňoval československým státním příslušníkům přijímat zahraniční řády, ale zároveň nestanovil žádné sankce za tento přestupek, takže porušování nebylo nijak neobvyklé. Zhotovením všech odznaků i řetězu byl pověřen sám Rudolf Karnet a firma Karnet-Kyselý. Zcela výjimečně a vzácně se vyskytují i dekorace vyrobené pařížskou firmou Arthus-Bertrand. Přesná doba a důvod výroby ve Francii zatím není zcela zdokumentována.
Řádovým odznakem byla pěticípá hvězda, jejíž paprsky byly rozeklány do tří hrotů, jednotlivé paprsky byly granátově smaltované se zlatými kraji a mezi nimi se nacházely lipové lístky. Uprostřed hvězdice byl připevněn stříbrný lev malého státního znaku. Na zadní straně je ve středu granátově smaltovaný kruh s monogramem ČSR a kolem něho opsáno Pravda vítězí. Paprsky této strany byly rovněž granátově smaltované a nesly štíty s bývalými zemskými znaky Československa – českým, moravským, slezským, slovenským a podkarpatoruským. Hvězdice byla zavěšena na palmovém věnci, přes jehož střed jsou zkříženy buď dva meče u řádu za vojenské zásluhy nebo dvě palmové ratolesti u řádu za občanské zásluhy.
Stříbrná osmihranná hvězda měla ve středu granátově smaltovaný kruh, kde je stříbrně smaltovaný lev kolem něhož je nápis Pravda vítězí, přičemž na reverzu je celostříbrná s monogramem ČSR. Medaile mají na přední straně opět lva z malého státního znaku a řádové heslo, na straně zadní je ve středu monogram ČSR a na obrubě nápis Uděleno v uznání zásluh. Řetěz byl tvořen z dvaceti článků spojených vždy dvěma řetízky. Uprostřed je článek závěsný s monogramem ČSR a okolo něho se střídají menší články, které tvoří malý státní znak nebo iniciály ČSR.
V roce 1945 byla také zřízena vojenská obdoba řádu, Československý vojenský řád Bílého lva Za vítězství. Tento řád byl potvrzen v roce 1946 a změněn v roce 1948. Byla udělována hvězda I. a II. třídy, řádový kříž a zlatá a stříbrná medaile.

### Mezi lety 1961–1990
K obnovení řádu došlo po změně oficiálního názvu na ČSSR podle vládního nařízení č. 10/1961 Sb. U tohoto řádu nebyla obnovena IV. ani pátá třída, podobně jako stříbrná a zlatá medaile. Monogram ČSR se změnil na ČSSR a zmizely znaky zemí Československa z cípů hvězdy. Změnil se také znak na hrudi lva, dle nového malého státního znaku. Řádový řetěz byl stále rezervován hlavám státu. Udělování vyznamenání bylo ještě později ošetřeno zákonem č. 62/1962 Sb.

### Mezi lety 1990–1992
Poté, co vznikla ČSFR, bylo znovu obnoveno zákonem č. 404/1990 Sb. pět tříd, ale již ne medaile, což zůstalo dodnes. Lev je korunovaný, stříbrný a dvouocasý. Monogram na řetězu ČSSR nahradil ČSFR a na rubu hvězdy se objevil znak ČSFR a opis Veritas vincit (Pravda vítězí) dole oddělený modrým lipovým listem.

### Současná podoba od roku 1994
Po rozpadu ČSFR byl řád Bílého lva obnoven zákonem o státních vyznamenáních ČR č. 157/1994 Sb., jako nejvyšší státní vyznamenání České republiky. Změny se dočkal rub řádového odznaku, kde se nově objevil velký znak ČR. Také latinský opis byl znovu nahrazen českým „Pravda vítězí“. Řádový řetěz je opět tvořen dvaceti články, ale středový závěsný článek na klenot tvoří bíle smaltovaný monogram ČR. Další články tvoří stříbrní lvi s opisem Pravda vítězí.

## Popis řádu
Odznakem je pěticípá hvězdice, která je na konci trojitě rozeklaná a zakončená zlatými kuličkami a je vyvedená v granátově červeném smaltu. Ve středu hvězdice je stříbrný český lev. Mezi jednotlivými rameny hvězdice jsou umístěny zlaté lipové listy. Na aversu je státní znak České republiky a modrý nápis „Pravda vítězí“.
Hvězda je osmicípá stříbrná, paprsková na středu s medailonem granátově červené barvy v jehož středu je český lev obklopený heslem „Pravda vítězí“.

## Oceňování
Řád Bílého lva propůjčuje nebo uděluje prezident republiky, nezmocní-li k tomu jiný orgán. Jedná se o kontrasignovanou pravomoc, vyžaduje tak spolupodpis předsedy vlády. Řádovými dny pro propůjčování a udělování státních vyznamenání jsou 1. leden a 28. říjen. Nositeli řádu se předává číslovaná řádová insignie s číslovanou listinou. Insignie nižší třídy řádu se při propůjčení vyšší třídy řádu vrací Kanceláři prezidenta republiky, rovněž se vrací v případě, že vyznamenanému byl pravomocným rozhodnutím soudu uložen trest ztráty čestných titulů a vyznamenání. Insignie vyznamenání je oprávněn nosit pouze vyznamenaný.
- Občanům České republiky se řád propůjčuje doživotně, vyznamenaný v takovém případě převezme insignii řádu a listinu o jeho propůjčení. Po úmrtí nositele řádu – občana České republiky – se číslovaná insignie řádu vrací Kanceláři prezidenta republiky. Jestliže je řádem oceněn občan České republiky in memoriam, převezmou pozůstalí listinu o propůjčení.

- Osobám, které nejsou občany České republiky, se řád uděluje. Po úmrtí nositele řádu, který není občanem České republiky, zůstávají insignie vyznamenání a listiny o udělení vyznamenání pozůstalým. Jestliže se uděluje řád tomu, kdo není občanem České republiky in memoriam, převezmou pozůstalí insignii řádu a listinu o udělení.

- Za nositele řádu lze označit i úřadujícího prezidenta republiky, neboť mu přísluší řádová insignie I. třídy řádu, včetně řádového řetězu. Za oceněného však může být považován, až pokud by mu po skončení úřadu insignie byly usnesením obou komor Parlamentu propůjčeny doživotně.

## Insignie a jejich nošení
Vzhled všech tříd obou skupin řádu je dostupný na webových stránkách Pražského hradu.
| „                                          | Při slavnostních příležitostech se řádové insignie nosí „in natura“, a to jen insignie nejvyšší propůjčené třídy. Při jiných příležitostech se nosí odpovídající rozeta na klopě, na služebním a vycházkovém stejnokroji se insignie nahrazují stužkami. | “ |
| — Článek 7, Příloha zákona č. 157/1994 Sb. | |   |

| Třída | Insignie „in natura“ | Na stejnokrojích                               | Rozeta                                    |
| ----- | --- | ---------------------------------------------- | ----------------------------------------- |
| I.    | šarlatově červená velkostuha (kordon) s bílými pruhy na okrajích, vedená z pravého ramene k levému boku, kde je umístěn řádový odznak na uzlu a řádovou hvězdu na levé straně prsou | stuha s miniaturou lva a dvěma lipovými lístky | se lvem a zlatou dracounovou podložkou    |
| II.   | menší odznak řádu na stuze kolem krku a hvězda na pravé straně prsou | stuha s miniaturou lva                         | se lvem a stříbrnou dracounovou podložkou |
| III.  | řádový odznak kolem krku | stuha s rozetou na zlaté dracounové podložce   | se zlatou dracounovou podložkou           |
| IV.   | menší odznak na levé straně prsou na stuze s červenobílou kokardou | stuha s rozetou                                | se stříbrnou podložkou                    |
| V.    | stejný odznak jako IV. třída, pouze zlaté části jsou nahrazeny stříbrnými a stuha je bez kokardy                                                                                    | stuha Řádu Bílého lva                          | bez podložky                              |

## Galerie

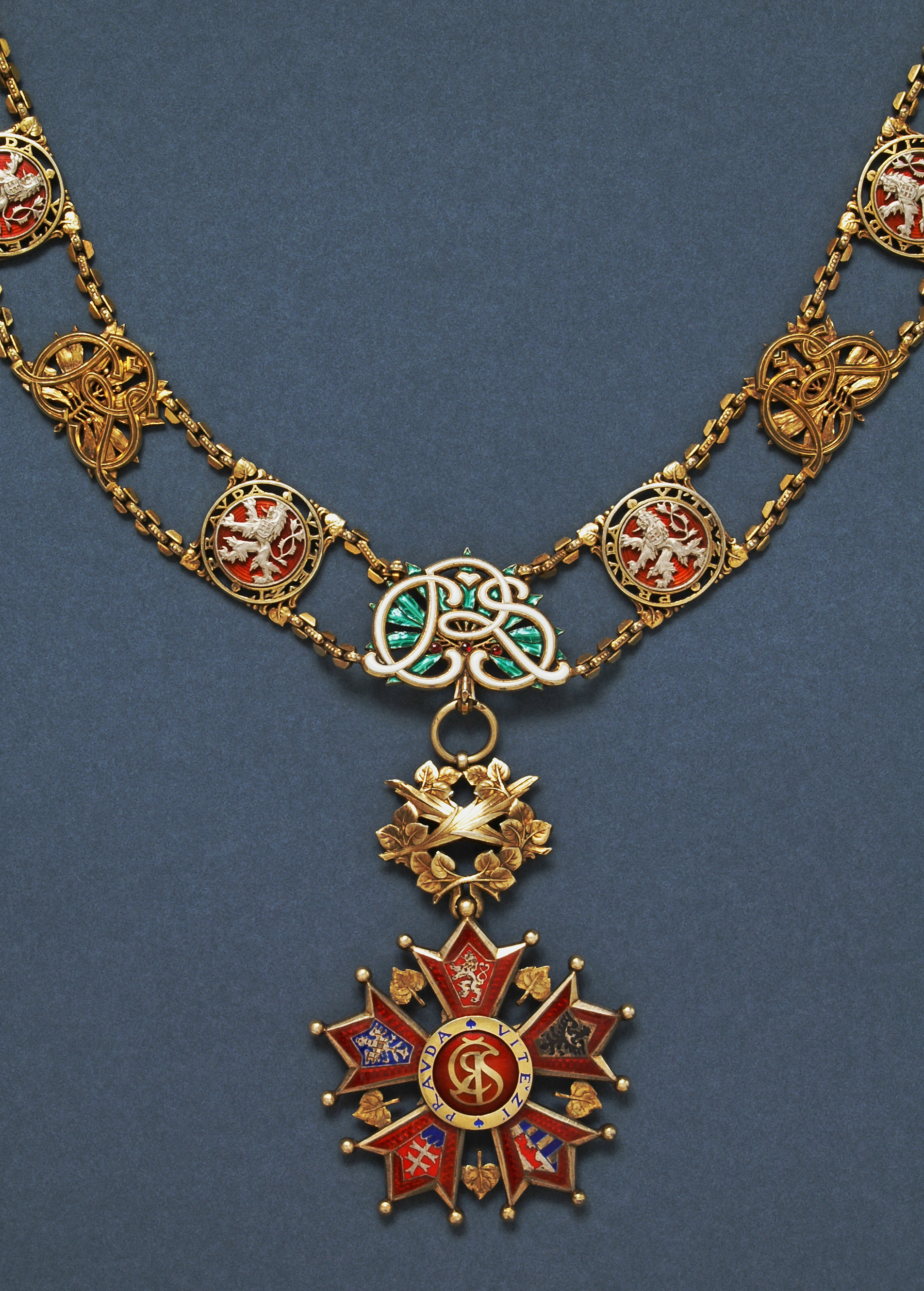
Řád Bílého lva z roku 1921–1961 s kolanou.
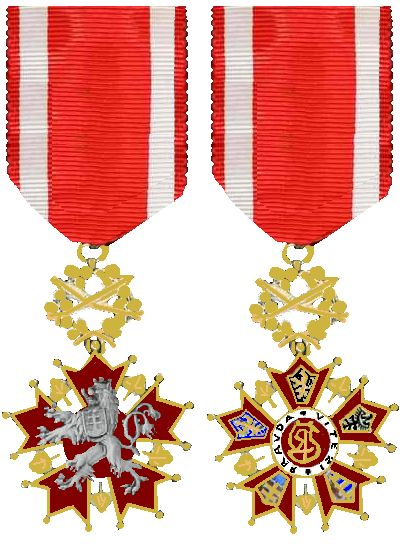
Občanská třída Řádu s ratolestmi z let 1921–1961.
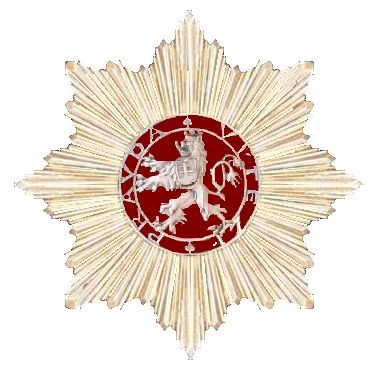
Stříbrná osmihranná hvězda řádu mezi lety 1921–1961.
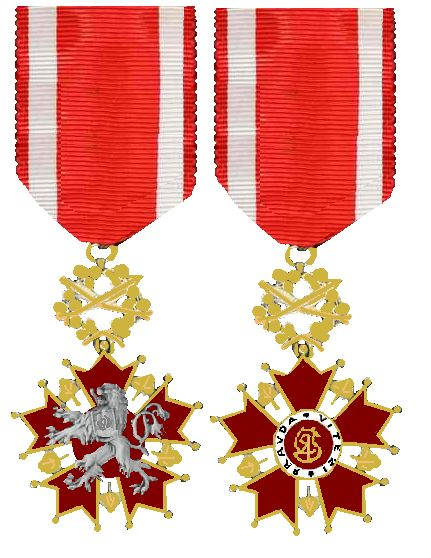
Podoba řádu mezi lety 1961–1990 v občanské skupině, s palmovými ratolestmi
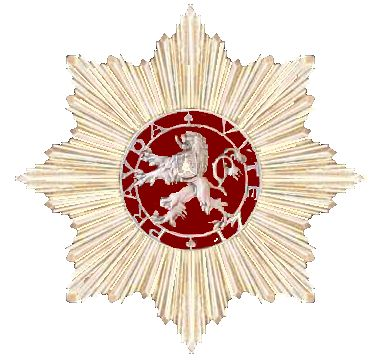
Hvězda řádu udělovaná mezi lety 1961–1990